# Александра Гаворська
Алекса́ндра Гаворська (пол. Aleksandra Gaworska) — польська легкоатлетка, спринтерка, призерка чемпіонату світу.
Бронзову медаль чемпіонату світу Гаворська здобула в складі польської естафетної команди 4x400 метрів у Лондоні 2017 року.

## Особисті рекорди
На стадіоні
- 400 м – 52,45 (Бидгощ 2017)
- 400 м з бар'єрами – 56,87 (Радом 2017)

Під дахом
- 400 м – 54,20 (Спала 2017)